# Ramon Balius i Juli
Ramon Balius i Juli (Barcelona, 1928 - 10 de juny de 2016) va ser un metge, cirurgià i professor català, considerat pioner de la medicina de l'esport a l'Estat espanyol.
Fill de metge i pare de metges, es va llicenciar en Medicina i Cirurgia a la Universitat de Barcelona el 1953, s'especialitzà en Cirurgia Ortopèdica i Traumatologia i en Cirurgia General i Medicina del Treball, i va obtenir el títol de doctor el 1973. Diplomat en Medicina Esportiva (1963) i especialista en Medicina de l'Educació Física i l'Esport (1966), va iniciar la seva activitat quirúrgica amb el professor Pere Piulachs i Oliva a l'Hospital Clínic, posteriorment va ser cap quirúrgic del Centre Municipal d'Urgències i va finalitzar la seva activitat assistencial a l'Hospital del Mar. La seva tasca docent de Patologia Quirúrgica es desenvolupà a la Universitat de Barcelona, primer com a ajudant de pràctiques i posteriorment com a professor titular de Patologia Quirúrgica, i també a la Universitat Autònoma de Barcelona, com a professor adjunt i titular. Aquests estudis i la pràctica esportiva l'inclinaren a dedicar-se preferentment al camp de la medicina de l'esport, àrea que considerava molt desatesa. Coincidí amb els companys Jesús Galilea Muñoz, Josep Estruch Batlle i August Castelló i Roca, amb els quals va impulsar una revista dedicada a la Medicina de l'Esport amb el títol Apuntes de Medicina Deportiva, que posteriorment es convertiria en Apunts: medicina de l'esport. Era la primeria dels anys seixanta del segle passat i l'editava el Centro de Investigación Médico-Deportiva, depenent de la Residència Blume primer i, més endavant de l'INEF, en crear-se l'Institut.
Balius va ocupar diversos càrrecs de responsabilitat a l'administració esportiva. Estigué vinculat al Centre d'Investigació Medicoesportiva de la Residència Blume i de l'INEFC, com a responsable de l'Aparell Locomotor, i fou cap del Departament de Ciències Mèdiques de l'INEFC. Fou organitzador i responsable del servei de Traumatologia i Rehabilitació del Centre d'Alt Rendiment de Sant Cugat del Vallès. Treballà al Centre d'Estudis d'Alt Rendiment Esportiu, del qual fou director (1990-1993), i fou cap de la secció de medicina de l'esport de la Secretaria General de l'Esport de la Generalitat de Catalunya entre els anys 1992 i 1993. Fou membre de la comissió mèdica i coordinador d'àrees assistencials dels Jocs Olímpics de Barcelona de 1992 i metge de pista en diferents competicions atlètiques d'àmbit estatal i internacional. Va introduir la medicina de l'esport a la universitat catalana. Fou coordinador de l'àrea de traumatologia de l'esport de l'Escola de Medicina de l'Educació Física i l'Esport de la Universitat de Barcelona, fundador el 1984, i president entre els anys 1987 i 1990, de la Societat Catalana de Medicina de l'Esport, i fundador i primer president de la Societat Espanyola de Traumatologia de l'Esport. Fou assessor mèdic de la Federació Catalana d'Atletisme i, com a membre de la comissió mèdica de la Federació Espanyola d'Atletisme, participà en els Jocs Olímpics de Múnic de 1972, i també com a metge de pista en diferents competicions atlètiques d'àmbit estatal i internacional.
Juntament amb altres companys va liderar, des de 1997, tot el procés reivindicatiu dels metges amb la Previsió Sanitària Nacional pel que fa a la cobertura de la jubilació. El COMB es va implicar en la seva lluita, juntament amb molts companys de Catalunya i de la resta de l'Estat, i va aconseguir així guanyar diversos judicis fins al reconeixement dels seus drets.
Més enllà de les publicacions estrictament científiques, Balius també va publicar, relacionats amb les seves inquietuds culturals, nombrosos articles sobre l'art aplicat a l'esport, en diverses revistes d'àmbit estatal i europeu. Precisament, dictà la lliçó inaugural del curs 2009-2010 de l'INEFC que versà sobre "Art i esport".

## Reconeixements
- Medalla de plata al mèrit esportiu (1969)[1]
- Premi Ciutat de Barcelona (1971)[1]
- IV Premi Joaquim i Antoni Trias i Pujol de l'Institut d'Estudis Catalans pel treball “Repercussió enzimàtica de l'agressió” (1972)[4]
- Anell olímpic d'or, atorgat pel Comitè Olímpic Internacional (1993)[1]
- Guardó de Forjador de la Història Esportiva de Catalunya (1997)[4]
- Medalla al treball President Macià, per la seva actuació professional (2001)[4]
- Premi a l'Excel·lència Professional, atorgat pel Col·legi Oficial de Metges de Barcelona (2004)[5]
- Medalla de bronze de la Reial Orde del Mèrit Esportiu (2013)[4]